# Bart Ravensbergen
Bart Ravensbergen (Voorschoten, 14 de marzo de 1993) es un jugador de balonmano neerlandés que juega de portero en el Frisch Auf Göppingen. Es internacional con la selección de balonmano de los Países Bajos.
Su primer gran campeonato con la selección fue el Campeonato Europeo de Balonmano Masculino de 2020.

## Palmarés

### Bevo HC
- Liga de balonmano de los Países Bajos (1): 2014

## Clubes
| Club                 | País         | Año         |
| -------------------- | ------------ | ----------- |
| Bevo HC              | Países Bajos | 2010 - 2016 |
| Sélestat Alsace HB   | Francia      | 2016 - 2018 |
| HSG Nordhorn-Lingen  | Alemania     | 2018 - 2023 |
| Frisch Auf Göppingen | Alemania     | 2023 - Act. |